# Eurytoma aequabilis
Eurytoma aequabilis är en stekelart som beskrevs av Bugbee 1973. Eurytoma aequabilis ingår i släktet Eurytoma och familjen kragglanssteklar. Inga underarter finns listade i Catalogue of Life.